# Eberhard Freitag
Pour les articles homonymes, voir Freitag.
Eberhard Freitag (né le 19 mai 1942 à Mühlacker) est un mathématicien allemand spécialisé dans l'analyse complexe et plus particulièrement dans les formes modulaires . 

## Formation et carrière
Freitag étudie à partir de 1961 les mathématiques, la physique et l’astronomie à l’Université de Heidelberg, où il obtient en 1964 son diplôme et son doctorat en 1966, sous la direction de Hans Maaß (et également d'Albrecht Dold), avec la thèse Modulformen zweiten Grades zum rationalen und Gaußschen Zahlkörper, publiée dans Sitzungsberichte Heidelberger Akad. Wiss. 1967. À partir de 1964, il est assistant de recherche au Institut de mathématiques de Heidelberg, où il reçoit son habilitation à la fin de 1969, y devient Privat-docent et, en 1970, conseiller scientifique. En 1970-1971, il est professeur invité à l'université Johann Wolfgang Goethe de Francfort-sur-le-Main. En 1973, il devient professeur ordinaire à l'université de Mayence. En 1977, il devient professeur ordinaire à l'Université de Heidelberg où, de 1991 à 1993, il est doyen de la faculté de mathématiques. 
Les recherches de Freitag (comme celle de son professeur Maaß) portent principalement sur la théorie des formes modulaires, mais abordent les formes modulaires via la géométrie algébrique. Freitag écrit notamment cette théorie dans deux monographies publiées par Springer Verlag dans Grundlehren der mathematischen Wissenschaften. Ces deux livres et le premier volume de sa série sur la théorie de la fonction sont des références classiques. En 1974 à Vancouver, il est conférencier invité de l'ICM avec les conférences Singularitäten von Modulmannigfaltigkeiten und Körper Automorpher Funktionen. En 1998, il prouve avec Rainer Weissauer et Richard Borcherds l'existence d'une forme de cuspide de Siegel de degré 12 et de poids 12 à l'aide de la série thêta associée aux 24 réseaux de Niemeier de dimension 24. Freitag démontre également que la variété modulaire Siegel A g est de type général lorsque g = 8 . 

## Publications (sélection)
- avec Rolf Busam: Funktionentheorie 1. Springer-Verlag, 1993, 4e édition 2006,  (ISBN 3540317643), Analyse complexe, 2006, ing. trans. de la 4e édition
- Funktionentheorie 2: Variations de mouvement, Variable variable, Abonnements de divertissement, Modules de forme, Springer-Verlag, 2009
- Hilbert Formulaires Modulaires. Springer-Verlag, Grundlehren der mathematischen Wissenschaften, 1990,  (ISBN 978-3540505860) [5] réimpression 2013
- Formes modulaires singulières et relations thêta. Dans: Notes de cours en mathématiques. vol. 1487, Springer-Verlag, 1991  (ISBN 3540547045)
- avec Reinhardt Kiehl : Cohomologie d'Etale et la conjecture de Weil, Springer Verlag, 1988,  (ISBN 978-0387121758) [6]
- Siegelsche Modulfunktionen. Springer-Verlag, Berlin 1983, Grundlehren der mathematischen Wissenschaften, vol. 254  (ISBN 978-3540116615)

## Sources
- Dagmar Drüll Heidelberger Gelehrtenlexikon 1933-1986, Springer 2009